# تشارلز بوزر
تشارلز بوزر (بالإنجليزية: Charles Bowser)‏ هو لاعب كرة قدم أمريكية أمريكي، ولد في 2 أكتوبر 1959 في بليموث في الولايات المتحدة.